# Cristina García Ramos
Cristina García Ramos (Santa Cruz de Tenerife, Tenerife, Canarias; 14 de septiembre de 1949) es una periodista española.

## Trayectoria
Licenciada en Periodismo y en Filosofía y Letras por la Universidad de La Laguna, comenzó su trayectoria profesional en el Centro de Producción de RTVE en Canarias, donde realizó programas como Telecanarias o Panorama de Actualidad.
En 1979 se traslada a Madrid para hacerse cargo de la presentación de Telediario 2.ª edición. Más adelante pasaría a presentar la edición de los fines de semana, labor que desempeña hasta 1983. Su paso por los informativos le permitió transmitir en directo los acontecimientos del intento de golpe de Estado del 23-F.
En los siguientes años presenta diferentes programas en la cadena pública, desde culturales hasta de actualidad económica: 300 millones, La víspera de nuestro tiempo, Dentro de un orden, etc.
Desde 1993 presentó y dirigió el espacio decano sobre crónica social en la televisión de España: Corazón, corazón, un programa que le ha reportado reconocimiento a su labor y gran popularidad. Finalmente, en 2008, como consecuencia del ERE aplicado a RTVE, se retiraba del espacio tras más de 30 años de servicio en la cadena. Pasó a trabajar en la Radio Televisión Canaria. 
De su primer matrimonio, con un cámara de televisión, tuvo una hija, llamada Thais, nacida en 1975, que es socióloga y le ha dado dos nietos. Está casada en segundas nupcias con el periodista Diego Carcedo.

## Trayectoria en televisión
- Telecanarias (1977). TVE Canarias.
- Panorama de actualidad (1978). TVE.
- Telediario (1979-1983). TVE.
- 300 millones (1982). TVE.
- Esta semana (1982-1983).TVE.
- La víspera de nuestro tiempo (1983-1984). TVE.
- Dentro de un orden (1984-1986). TVE.
- A través del espejo (1988-1990). TVE.
- Corazón, corazón (1993-2008). TVE.
- Sin secretos: Así somos los canarios. (2009-2010). Televisión Canaria.